# Yves de Kersauson
Pour les autres membres de la famille, voir Famille de Kersauson.
Yves de Kersauson, né le 8 juin 1942 à Nantes et mort le 30 octobre 2001 à Carnac, est un amiral de la marine nationale française, spécialiste du renseignement militaire.
De 1998 à 2001, il commande la Direction du Renseignement militaire des forces armées françaises.

## Biographie

### Famille
Yves de Kersauson de Pennendreff descend de la famille de Kersauson, une famille de la vieille noblesse bretonne. 

Il est le frère aîné du navigateur Olivier de Kersauson et de l'homme d'affaires Florent de Kersauson.

### Dans la Marine nationale
Il entre à l'École navale le 1er octobre 1960. 

Enseigne de vaisseau de 1re classe, son premier commandement sera le dragueur de mines Jasmin, basé à La Pallice, en 1966-1967. 

Il se spécialise dans les transmissions. 

Après plusieurs affectations à terre et à la mer, capitaine de corvette, il commande l'aviso Lieutenant de vaisseau Le Henaff en 1980. 

En 1982, il est attaché naval adjoint à l'ambassade de France aux États-Unis. 

En 1989-1991, il commande le croiseur lance-missiles Colbert avec le grade de capitaine de vaisseau.

### Dans le renseignement militaire
En 1992, il est appelé à assister le général Jean Heinrich, qui est alors chargé par le gouvernement de mettre sur pied la Direction du Renseignement militaire (DRM). 

En 1994, il est attaché de défense et attaché naval auprès de l'ambassade de France au Royaume-Uni.
Il dirigea notamment la DRM (Direction du Renseignement militaire) de 1998 à 2001, avec le grade de vice-amiral. 

Personnalité de la communauté française du renseignement, il a instauré des « dialogues » avec ses homologues étrangers qui ont permis d'installer cet organisme en France et à l'étranger.
Il termina sa carrière spécialisée dans le renseignement et jalonnée de nombreux postes à l'étranger, avec rang et appellation d'amiral (5 étoiles). 

### Décès
Alors qu'il s'était retiré du service actif quelques mois plus tôt, il meurt à Carnac (Morbihan) des suites d'un malaise cardiaque en sortant de sa voiture, le 30 octobre 2001, à l'âge de 59 ans.

## Hommages
Une base militaire française d'Afghanistan porta son nom pour lui rendre hommage.

## Décorations
| Pays        | Décoration                   | Rang       |
| ----------- | ---------------------------- | ---------- |
| France      | Ordre de la Légion d'honneur | Commandeur |
| France      | Ordre national du Mérite     | Commandeur |
| États-Unis  | Legion of Merit              |            |
| Royaume-Uni | Ordre royal de Victoria      | Commandeur |